# Instituto Argentino de Promoción del Intercambio

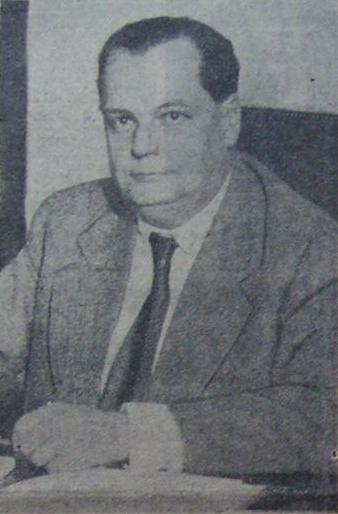
Miguel Miranda.

El Instituto Argentino de Promoción del Intercambio (IAPI) fue un ente público argentino que tenía como finalidad centralizar el comercio exterior y transferir recursos entre los diferentes sectores de la economía. Funcionó bajo la órbita del Banco Central, y su director fue el economista y Presidente del Banco Central Miguel Miranda.
Formaba parte del conjunto de medidas que el entonces coronel Juan Domingo Perón y su equipo de asesores habían proyectado, aunque fue creado por decreto-ley 15.350 el 28 de mayo de 1946 por el presidente de facto Edelmiro Farrell. Fue disuelto poco después del golpe de Estado de septiembre de 1955, que derrocó al Gobierno de Juan Domingo Perón (1895-1974).

## Antecedentes
Hasta aquel momento la década del 40 la economía de  Argentina era principalmente primario exportadora. El control de la política económica gubernamental por parte de sectores minoritarios en el marco del sistema de partido único del PAN y posteriormente La Concordancia permitió a los sectores ganaderos exportadores desalentar la producción de las industrias locales. Este intento de desaliento se tradujo por un lado en evitar la sanción de
leyes que promoviesen la protección aduanera solicitada por estas industrias y en el  bloqueó la promoción de políticas crediticias para el sector industrial.
Los condicionamientos externos impusieron no sólo situaciones desiguales
y totalmente desfavorables para Argentina en la relación comercial sino
que también determinaban el qué, el cómo y el quién sobre la producción
y distribución interna, producto de la centralización exclusiva de la decisión
política. Hasta la década del ´30, la orientación de la acumulación de capital  proveniente de exportaciones en el país fue casi
unívocamente dirigida hacia estos mercados que, en condiciones favorables
de precios  generaban excedentes, que eran distribuidos en forma extremadamente desigual. 

## Objetivos
El IAPI, el cual fue creado en 1946, mediante el Decreto-ley 15.350 del 28 de mayo de 1946, bajo la órbita del Banco Central. Se lo concibió como un organismo que pudiera actuar expeditivamente frente a las coyunturas internacionales que se presentaran para maximizar los beneficios de la compra, venta, distribución y comercialización de productos. Este organismo reorganizó y amplió las funciones de lo que, hasta el momento, era la Junta Nacional de Granos. El objetivo que guió su creación fue la necesidad de contar con un ente especializado en cuestiones comerciales y lograr una mejor inserción externa mediante la conquista de nuevos  mercados y la consolidación de la presencia argentina en los ya obtenidos. Además de promocionar la calidad y diversidad de los productos locales y generar estrategias de defensa de los precios de los mismos en el mercado internacional, ante un eventual deterioro de los términos de intercambio, protegiendo a los productores locales frente a los cambios en los precios internacionales y la acción de los monopolios internacionales y de los países importadores de productos argentinos. En la misma línea, el gobierno decidió repatriar la deuda externa, crear el Instituto Mixto Argentino de Reaseguros, la Flota Mercante para mantener un alto nivel de ocupación e incentivar los planes de obras de los gobiernos nacional y provinciales.  También tenía como objetivo desplegar una política pública de planificación y orientación que eliminara o redujera al mínimo el impacto desfavorable de los fenómenos naturales, climáticos o económicos que pudieran afectar la producción nacional. La creación del IAPI dentro de una búsqueda de nuevos mercados se profundizaria con
los acuerdos comerciales bilaterales (España, 1946-1948; Checoslovaquia;
Rumania, 1947; Polonia, 1948; Bulgaria, 1949; Rusia, 1952), en un claro
intento de diversificar las relaciones económicas exteriores para intentar
combatir los condicionamientos de las relaciones económicas tradicionales
con Gran Bretaña y EE. UU. EL organismo actuaba frente a las coyunturas internacionales que se presentaran para maximizar los beneficios de la compra, venta, distribución y comercialización de productos. Asimismo, desarrollaba funciones de promoción y fomento de las actividades productivas que eran prioritarias y el otorgamiento de créditos al sector productivo agroindustrial. Por otra parte, también subsidiaba la producción de ciertos bienes de consumo masivo con el fin de mantener el nivel del salario real.

## Funciones
El organismo contaba con diversas funciones. En el plano comercial, se encargaba de comprar los cereales, carnes y derivados a los productores, para luego exportarlos. También cumplía funciones financieras, incluso al sector privado para la adquisición de bienes de capital. 
Cuando el Instituto compraba productos elaborados que no lograban colocación, establecía el margen de beneficio al sector industrial, creaba comisiones mixtas especiales para resolver la crisis de ciertos sectores productivos, adquiría materia prima para entregarla a los industriales a fin de que la procesaran por cuenta y orden del Instituto, etc. Asimismo, desarrollaba funciones de promoción y fomento en tanto determinaba qué actividades productivas eran prioritarias y, en consecuencia, debían recibir un tratamiento especial como, por ejemplo, el otorgamiento de créditos sin obligación de devolución. Por otra parte, también subsidiaba la producción de ciertos bienes de consumo masivo con el fin de mantener el nivel del salario real.
El IAPI otorgaba fondos a empresas privadas y mixtas para la compra de bienes de capital, financiamiento para la compra de nuevos bienes de capital: camiones, tractores y equipos para obras viales. El sector privado se benefició también con sus fondos: la industria frigorífica, la metalúrgica, la jabonera, entre otras. Con el propósito de reducir inversiones que el IAPI debía efectuar para cubrir riesgos en empresas privadas, se implantó posteriormente un sistema de autoseguro. El mismo comprendía mercaderías de propiedad del Instituto almacenadas en depósitos propios o arrendados, en tránsito, o en aguas de jurisdicción nacional. Se obtuvo así, una importante reducción en el pago de primas de seguro. Asimismo, el IAPI desarrollaba funciones de promoción y fomento en tanto determinaba qué actividades productivas eran prioritarias y, en consecuencia, debían recibir un tratamiento especial como, por ejemplo, el otorgamiento de créditos blandos. A fin de cumplir esta misión, se firmaron convenios comerciales con otros países, en especial con aquellos que proveían a la Argentina de importaciones necesarias para su crecimiento industrial. Así, entre 1947 y 1949 se alcanzaron acuerdos comerciales con Suiza, Hungría, Italia, los Países Bajos, Noruega, Finlandia, Dinamarca, Brasil y Suecia.

## Propósitos
Entre los propósitos que guiaban su creación, sobresalen los siguientes:
- a) contar con un organismo especializado en cuestiones comerciales;
- b) lograr una mejor inserción externa mediante la conquista de nuevos mercados y la consolidación de la presencia argentina en los ya obtenidos;
- c) realizar propaganda internacional de la calidad y diversidad de los productos argentinos;
- d) complementar la actividad privada en esta materia;
- e) diseñar estrategias de defensa de los precios de los productos nacionales en el mercado internacional, ante el eventual deterioro de los términos de intercambio;
- f) proteger a los productores locales frente a los cambios en los precios internacionales y la acción de los monopolios internacionales y de los países importadores de productos argentinos;
- g) desplegar una política pública de planificación y orientación que eliminara o redujera al mínimo el impacto desfavorable de los fenómenos naturales, climáticos o económicos que pudieran afectar la producción nacional.[7]

## Resultados
El IAPI ejerció su rol centrado en la  comercialización de productos agrícolas —principalmente trigo—, comprando en el mercado interno y vendiendo en el internacional, mientras que en el caso de los productos ganaderos asumió un papel menos activo, de intermediación y recaudación de ingresos. Esto se corresponde con la importancia relativa que estos bienes tuvieron por esos años, medida tanto por volumen como por precios; es decir, se comercializaron principalmente cereales, seguidos por productos ganaderos y, en menor medida, forestales y mineros.
El IAPI en 1947 ganó más de 1200 millones de m$n en la comercialización de las cosechas, convirtiéndose en una fuente de divisas para el país, para 1953 las ganancias habían crecido a  1370 millones de m$n.
Se utilizaba como mecanismo la compra al productor agrícola su producción al mejor precio de mercado, que luego era comercializada por el Estado en el exterior obteniendo los mejores precios posibles al negociar en grandes cantidades. La diferencia quedaba en poder el Estado y era devuelta mediante créditos blandos para los mismos productores agropecuarios, en inversiones de infraestructura y en el combate contra las plagas.
La intervención del Estado entonces, quedaba marcada como una garantía de defensa de los precios que se les pagaba a los productores, evitando su deterioro ante los continuos cambios de los términos de intercambio y a salvo de las consecuencias de las oscilaciones en los precios de las materias primas. Anteriormente ese rol lo jugaban los consorcios extranjeros, en especial británicos, que compraban las cosechas a bajo precio a los productores, afectando en especial a los pequeños y medianos, y obtenían provecho al revenderlo al exterior a precios superiores.

## Convenios de comercio bilaterales
Durante 1948 y 1949 se suscribieron más de veinte convenios bilaterales con Europa, Asia y América, destacándose el convenio ANDES (febrero de 1948) con Gran Bretaña que establecía la liberación de los saldos bloqueados en Londres aunque no podían usarse fuera del área de la libra esterlina. Con España se suscribió en abril de 1948 otro convenio por el que Argentina otorgaba un crédito de 1750 millones de pesos pagaderos en pesetas con cuatro años de plazo y se le aseguraba la provisión de trigo y la compra de barcos mercantes.
El IAPI intentó fomentar el comercio exterior, y con ese fin otorgó financiamiento a países extranjeros para realizar sus compras en el mercado argentino, predominantemente de productos alimenticios. Asimismo, se encomendó a astilleros europeos –británicos y holandeses– la construcción de varias naves de pasajeros y de carga refrigerada, mediante sumas adelantadas por el Instituto.
Se lograron convenios comerciales con diversos países; entre 1947 y 1949 se alcanzaron acuerdos comerciales con Suiza, Hungría, Italia, los Países Bajos, Noruega, Finlandia, Dinamarca, Brasil y Suecia. De todos modos y a pesar de los esfuerzos realizados por el organismo para ampliar la cartera de compradores de los productos argentinos, el Reino Unido siguió ocupando el primer lugar como importador, seguido de Estados Unidos.
En lo que respecta a importaciones, la importancia del IAPI fue sensiblemente menor. Las mayores compras se registran en los rubros metalúrgico, de materiales de construcción, maquinarias y textiles, destacándose como vendedores Estados Unidos y Gran Bretaña, mientras que el comercio con la Unión Soviética registró un incremento significativo a partir de 1953.

## Reorganización y disolución
Tras la Segunda Guerra se produjo una caída internacional de los precios agrícolas que siguió a la recuperación europea de postguerra. El IAPI otorgó importantes subsidios: entre 1947 y 1954 los subsidios al sector agrícola totalizaron 5.063.011 pesos, mientras que el sector ganadero recibió 4.567.590 pesos.
Bajo la presidencia de facto de José María Guido, el instituto fue reorganizado en 1963 como "Junta Nacional de Granos". Finalmente fue disuelto en 1991 por el decreto N.º 2284/91 del ministro de Economía Domingo Cavallo bajo la presidencia de Carlos Menem.